# 카스페르 루드

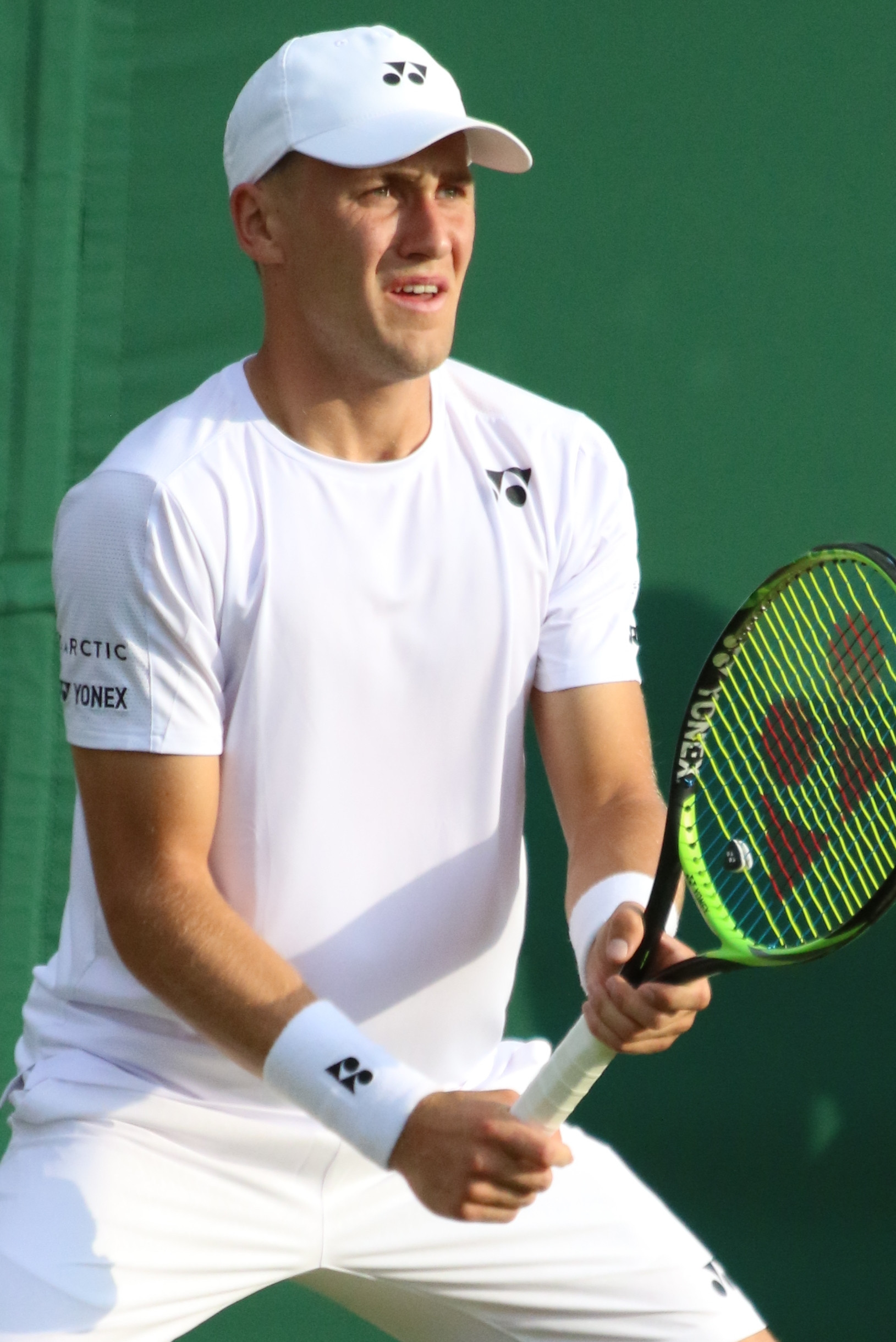

카스페르 루드(노르웨이어: Casper Ruud, 1998년 12월 22일 ~ )는 노르웨이의 테니스 선수이다. 플레이스타일은 오른손잡이, 양손 백핸드이다. 아버지는 같은 테니스 선수인 크리스티안 루드이다.
2022년 US 오픈, 2022년 프랑스 오픈, 2023년 프랑스 오픈 남자 단식에서 준우승하였다.